# Грессоне-Ла-Триніте
Грессоне-Ла-Триніте, Ґрессоне-Ла-Трініте (фр. Gressoney-La-Trinité, нім. Kressnau Dreifaltigkeit) — муніципалітет в Італії, у регіоні Валле-д'Аоста.
Грессоне-Ла-Триніте розташоване на відстані близько 580 км на північний захід від Рима, 45 км на схід від Аости.
Населення — 304 особи (2014).
Щорічний фестиваль відбувається 7 квітня. Покровитель — Трійця.

## Демографія
Населення за роками:

Станом на 1 січня 2023 року в муніципалітеті офіційно проживало 19 іноземців з 8 країн, серед них 5 громадян країн Євросоюзу.

## Сусідні муніципалітети
- Аланья-Вальсезія
- Аяс
- Грессоне-Сен-Жан
- Рива-Вальдоббія
- Церматт